# The Collection (Quiet Riot)
The Collection è un album raccolta della band statunitense Quiet Riot pubblicato il 16 maggio 2000 per l'Etichetta discografica Connoisseur Collection.

## Tracce
1. Metal Health (Banali, Cavazo, DuBrow, Cavazo) 5:19
2. Cum On Feel the Noize (Holder, Lea) 4:52 (Slade Cover)
3. Slick Black Cadillac (DuBrow) 4:16
4. Let's Get Crazy [live] (DuBrow) 5:00
5. Thunderbird (DuBrow) 4:43
6. Love's a Bitch [live] (DuBrow) 4:54
7. Sign of the Times (Cavazo, DuBrow) 5:06
8. Mama Weer All Crazee Now (Holder, Lea) 3:38 (Slade Cover)
9. Stomp Your Hands, Clap Your Feet (DuBrow) 4:40
10. Condition Critical (Banali, Cavazo, DuBrow) 5:05
11. (We Were) Born to Rock (DuBrow) 3:38
12. Stay With Me Tonight (Banali, Cavazo, Shortino, Waldo) 4:41
13. Callin' the Shots (Banali, Cavazo, Proffer, Waldo) 4:42
14. King of the Hill (Banali, Cavazo, Rabin, Shortino) 4:25
15. Don't Wanna Be Your Fool (Banali, Cavazo, Shortino, Waldo) 5:03
16. Coppin' a Feel (Banali, Cavazo, Dean, Shortino) 3:46

## Formazione
- Kevin DuBrow - Voce
- Carlos Cavazo - Chitarra, Cori
- Rudy Sarzo - Basso
- Frankie Banali - Batteria, Percussioni

### Altri musicisti
- Paul Shortino - Voce
- Sean McNabb - Basso, Cori
- Jimmy Waldo - Tastiere